# 米科·胡赫塔拉
米科·胡赫塔拉（芬蘭語：Mikko Huhtala，1952年3月30日—），芬兰男子摔跤运动员。他曾代表芬兰参加1976年和1980年夏季奥林匹克运动会摔跤比赛，其中1980年奥运会获得一枚铜牌。